# Venouse

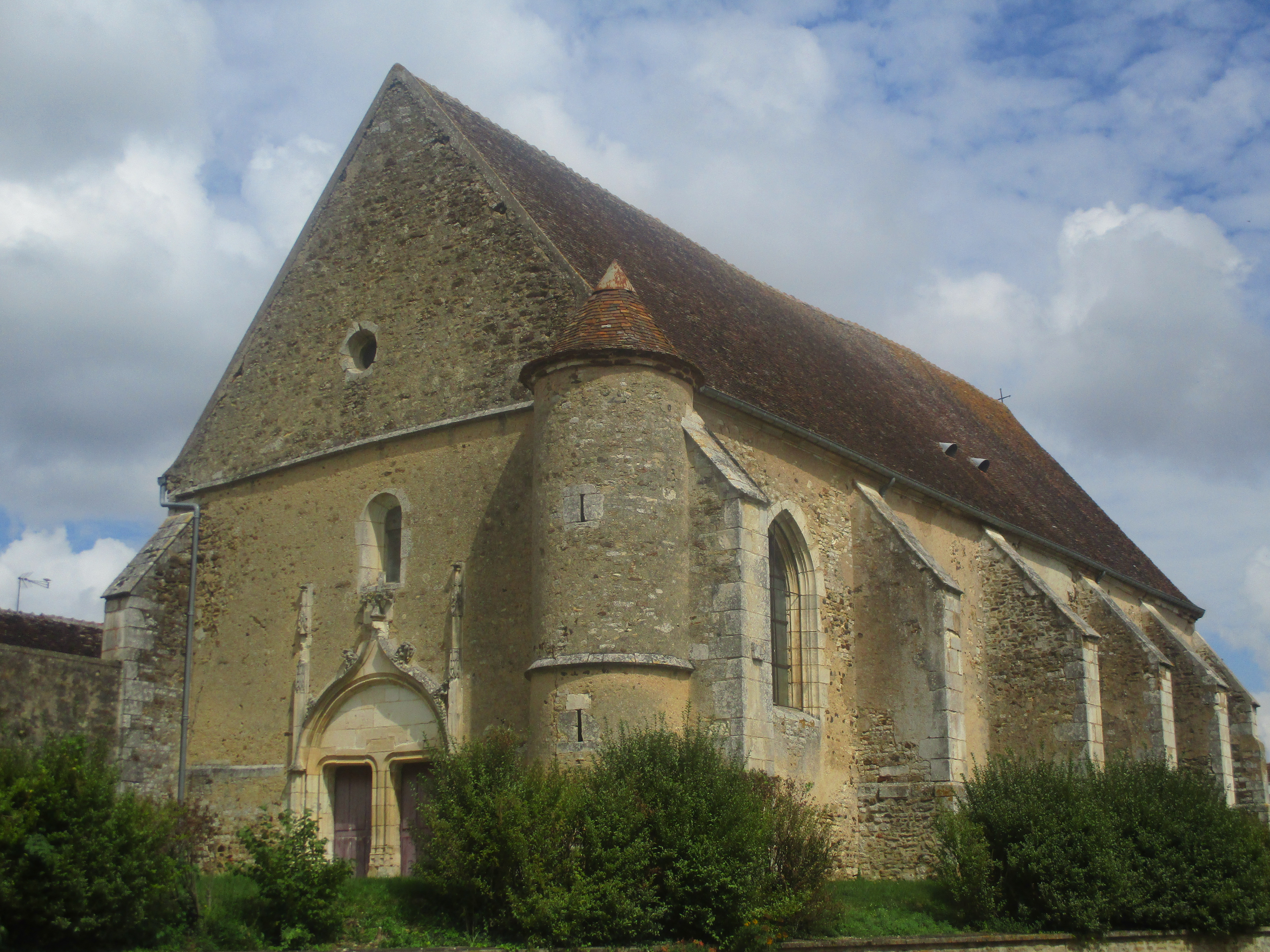

Venouse é uma comuna francesa na região administrativa de Borgonha-Franco-Condado, no departamento de Yonne. Estende-se por uma área de 7,89 km². Em 2010 a comuna tinha 308 habitantes (densidade: 39 hab./km²).